# William Paine Sheffield

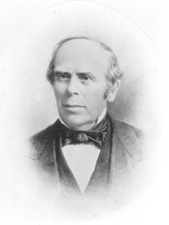
William Paine Sheffield

William Paine Sheffield (* 30. August 1820 in New Shoreham, Washington County, Rhode Island; † 2. Juni 1907 in Newport, Rhode Island) war ein US-amerikanischer Politiker, der den Bundesstaat Rhode Island in beiden Kammern des Kongresses vertrat.

## Berufliche Laufbahn
Der auf Block Island geborene William Sheffield besuchte zunächst eine private Vorbereitungsschule in Kingston und danach die Harvard University, an der er 1843 seinen juristischen Abschluss machte. Im folgenden Jahr wurde er in die Anwaltskammer aufgenommen und begann in Newport zu praktizieren. Sheffield nahm 1841 und 1842 jeweils am Verfassungskonvent seines Staates teil. Zwischen 1842 und 1845 saß er erstmals im Repräsentantenhaus von Rhode Island; weitere Amtsperioden in dieser Parlamentskammer schlossen sich von 1849 bis 1853 sowie von 1857 bis 1861 an. Zwischenzeitlich lebte er in Tiverton; später kehrte er nach Newport zurück.

## Politische Karriere
Während des Sezessionskrieges schloss Sheffield sich der National Union Party an, die US-Präsident Abraham Lincoln als gemeinsame Wahlplattform aus Republikanern und zur Union loyalen Demokraten diente. Als Unionist wurde er ins Repräsentantenhaus der Vereinigten Staaten gewählt, wo er vom 4. März 1861 bis zum 3. März 1863 verblieb. Danach arbeitete er wieder als Anwalt. 1871 wurde Sheffield in eine Kommission zur Überarbeitung der Gesetze von Rhode Island berufen; zwischen 1875 und 1884 war er erneut Abgeordneter im Repräsentantenhaus seines Staates. Schließlich erfolgte am 19. November 1884 die Ernennung zum US-Senator als Nachfolger des verstorbenen Henry B. Anthony. Sheffield, inzwischen Republikaner, übte dieses Mandat bis zum 20. Januar 1885 aus und kehrte danach in seine Kanzlei nach Rhode Island zurück.
Sheffield verstarb 1907 in Newport. Sein 1857 geborener Sohn, der auch den Namen William Paine Sheffield trug, saß von 1909 bis 1911 ebenfalls für Rhode Island im US-Repräsentantenhaus.